# Eversburger Friedhof
Der Eversburger Friedhof ist ein Friedhof im Osnabrücker Stadtteil Eversburg (Eversheide 48). Er wurde 1876 für die damals noch selbstständige Gemeinde Eversburg eröffnet. Er befindet sich im heutigen Ortsteil an der Kirchstraße zwischen den Straßen Eversheide und Grüner Weg. Auf dem Friedhof befindet sich ein jugoslawisches Ehrenfeld für die Toten des Zweiten Weltkrieges sowie ein serbisch-orthodoxes Grabfeld. Auf dem serbischen Teil des Friedhofs sind die
Inschriften der Grabsteine oft „zweisprachig“, d. h. haben kyrillische und lateinische Buchstaben.
Durch die Inhaftierung der großen Anzahl serbischer Offiziere der Armee des Königreichs Jugoslawien wurde Osnabrück unmittelbar nach Kriegsende zu einem der wichtigsten Zentren der Serben in Deutschland. In der Nähe des Friedhofs wurde später die Serbisch-orthodoxe Kirche des Heiligen Georg errichtet.
Den Angaben der Stadt Osnabrück zufolge besteht auf dem Friedhof für Roma und Sinti die Möglichkeit der traditionellen Beisetzung.